# Combate de Alto Hospicio
El combate de Alto Hospicio ocurrió el 23 de enero de 1891 durante la campaña del norte en la guerra civil chilena de ese año.

## Desarrollo
El primer intento del comandante Marco Aurelio Valenzuela de tomar el puerto de Pisagua fue repelido por los rebeldes el 21 de enero, por lo que el gobierno recibió refuerzos, y reinició su ataque dos días después. Las tropas llegaron por tren desde Negreiros, y se dirigieron a Alto Hospicio, al sur de Pisagua. El contingente de los congresistas, comandados por el coronel Estanislao del Canto, era casi la mitad que el de sus rivales y tenían pocas armas para oponerse, pero estaban apoyados por la artillería de la corbeta Magallanes y el transporte Cachapoal.
Los soldados del gobierno fingieron una rendición ante los congresistas. Con esto, los presuntos desertores neutralizaron rápidamente a los rebeldes. Al entrar ambos grupos a la ciudad, los ciudadanos descubrieron el plan y desarmaron a las tropas. Sin embargo, los revolucionarios tuvieron que abandonar Pisagua ante la llegada de un nuevo cuerpo de tropas balmacedistas, que ingresaría el 27 de enero.